# Eindexamen
Het eindexamen is het afsluitende examen van een studierichting of opleiding. In Nederland wordt daarmee doorgaans bedoeld: het schoolexamen en het centraal examen ter afsluiting van een opleiding (vmbo, havo, vwo) aan het voortgezet onderwijs. Voor het voorbereiden van het eindexamen wordt vaak gebruik gemaakt van een aparte examenbundel en sommige leerlingen volgen ook een examentraining.

## België
Er bestaat in België geen dergelijk centraal examen, een eindexamen is er het proefwerk in het laatste jaar van een opleiding. Er is daar wel een examencommissie, ingericht voor iedereen die in het gewone onderwijs geen diploma heeft gehaald.

## Nederland

### Geschiedenis

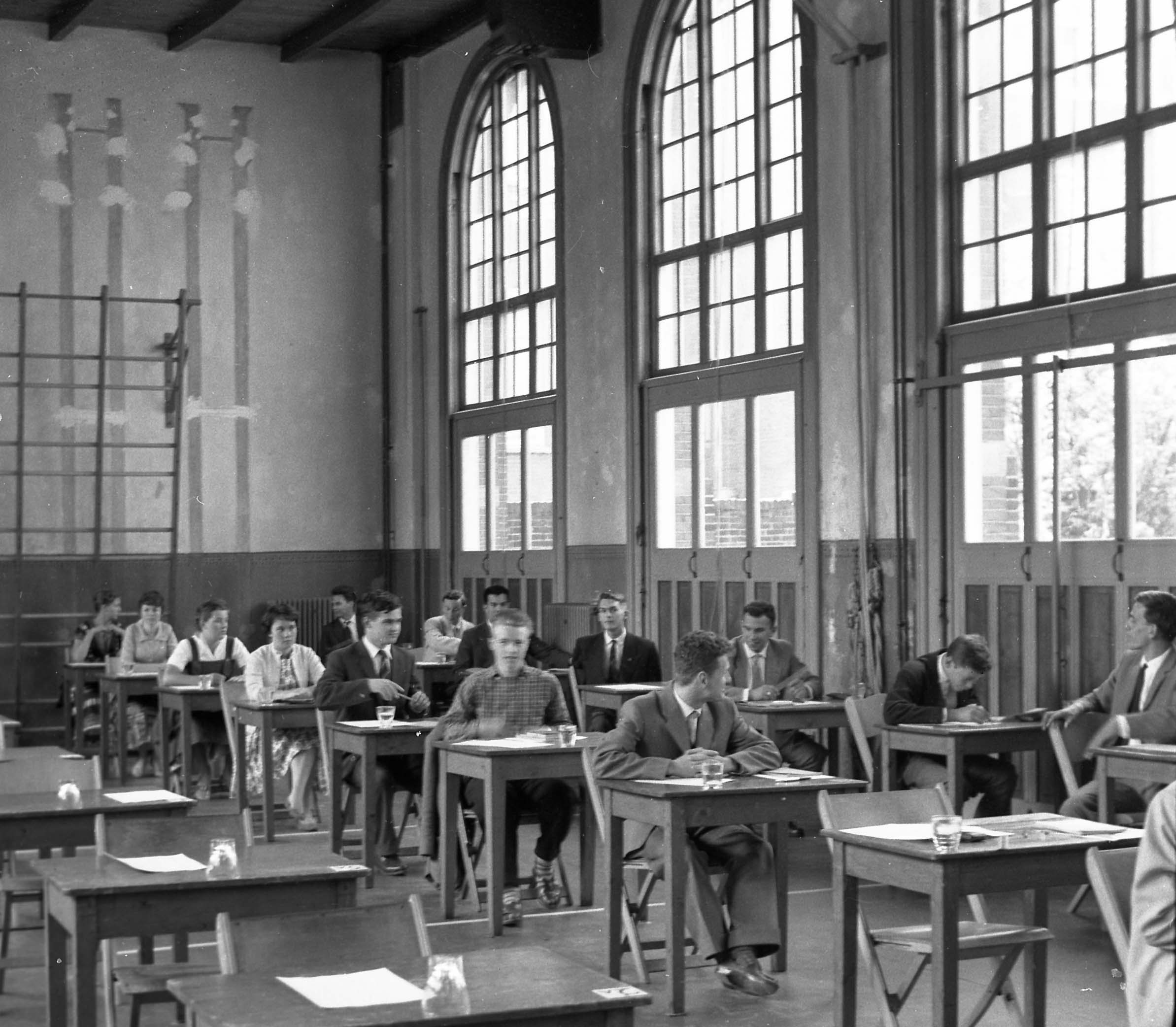
Eindexamen op 21 mei 1959, Lorentz HBS, Arnhem

De eerste eindexamens waren de afsluitende examens van de Latijnse school. Dit examen heette de promotie, niet te verwarren met de promotie aan de universiteit, en werd door iedere school op eigen houtje afgenomen. Toen de Latijnse school in de negentiende eeuw steeds meer aan concurrentie kwam bloot te staan, wilde men prestige terugwinnen door middel van een onafhankelijk examen, dat door de overheid zou moeten worden afgenomen.
De overheid bleek gevoelig voor dit verzoek en stelde in 1845 een examen in, dat zowel de promotie van de Latijnse scholen als de toelatingsexamens van de universiteiten verving. Tot dan toe was het ongehoord dat iemand die goed was in de klassieke talen zou zakken op wiskunde, maar nu kon dat zeer wel gebeuren, tot groot verdriet van de Latijnse scholen.
Het staatsexamen overleefde slechts vijf jaar. De liberaal Thorbecke vond dat niemand mocht worden verhinderd hoger onderwijs te volgen. Na de Wet op het Middelbaar Onderwijs van 1863 van dezelfde Thorbecke kwamen gecentraliseerde eindexamens toch weer terug. Eerst werden de examens per provincie georganiseerd, na 1920 landelijk.
Vanaf circa 2000 is het toegestaan dat tijdens een eindexamen een woordenboek gebruikt wordt. Indertijd stond in een van de vragen het woord 'grieven'. Er kwamen klachten binnen dat niet iedereen daarvan de betekenis kende. Dat leidde ertoe dat sindsdien het gebruik van een woordenboek is toegestaan.

#### Afgelasting van eindexamens
- In 1945 kon het eindexamen niet doorgaan door de Tweede Wereldoorlog.[4] Alle kandidaten kregen het diploma, behalve leerlingen van wie de vergadering van directeur en leraren vond dat ze op grond van hun gedragingen tijdens de bezetting niet aanmerking kwamen voor een diploma.[5]
- In verband met de coronapandemie werd in 2020 besloten geen centraal examen te laten plaatsvinden. Het eindcijfer van de leerlingen werd dat jaar bepaald door hun schoolexamen.[6]

### Klachten
Scholieren die klachten hebben over vragen, organisatie etc. bij het examen kunnen contact opnemen met het Landelijk Aktie Komitee Scholieren (LAKS). Hiervoor opent het LAKS elk jaar in mei de bekende eindexamenklachtenlijn. Ook op de site van het LAKS kunnen klachten worden gemeld.

### Tweede correctie
In het Nederlands voortgezet onderwijs worden de examens die zijn afgenomen in de vorm van meerkeuzevragen opgestuurd naar het Cito, dat voor de correctie zorgt. Dit gebeurt op dezelfde manier als bij de Cito-toets die in het basisonderwijs wordt afgenomen. De leerlingen maken deze examens daartoe op speciale antwoordbladen, vergelijkbaar met die van de Cito-toets en de uitslagen van de examens worden teruggestuurd naar de scholen. De overige examens worden eerst nagekeken door de eigen docent, de eerste corrector. Vervolgens stuurt deze het examenwerk op naar een van tevoren aangewezen docent van een andere school, de tweede corrector. Heeft ook deze het werk nagekeken, dan overleggen beide correctoren en ze proberen samen tot eenzelfde beoordeling te komen. Meestal lukt dat, maar worden beiden het niet eens, dan wordt het eindcijfer het gemiddelde van de twee afzonderlijke beoordelingen.
Inmiddels zijn er twijfels gerezen over de betrouwbaarheid van het zo bepaalde eindresultaat. Uit een rapport van het Cito blijkt dat de eerste correctie vaak te soepel verloopt, en dat in slechts een derde van de gevallen de tweede correctie geheel volgens de regels gebeurt. Gebrek aan tijd, maar wellicht ook gemakzucht van de tweede corrector, kan daarbij een rol spelen, terwijl de eerste corrector bewust of onbewust de eigen leerlingen zou kunnen bevoordelen. Vanaf 2016 zou daarom de volgorde worden omgedraaid: de tweede corrector krijgt nu eerst het werk toegestuurd. Hij moet dan zelfstandig een eerste oordeel geven, waardoor hij verplicht is de gegeven antwoorden nauwkeurig te bestuderen. De eigen docent krijgt vervolgens de kans een onrechtvaardige of te strenge beoordeling bij te stellen. In het jaar 2016 zouden voor het eerst eindexamens op deze wijze beoordeeld worden, maar uiteindelijk werden de examens in 2016 toch volgens de oude volgorde nagekeken.

### Examenvoorbereiding
Het maken van de schoolexamens en de centraal examens vergt voorbereiding. Naast het al gekregen onderwijs wordt er ook veel gebruik gemaakt van examentrainingen. Daarnaast kopen vele leerlingen tijdens het laatste jaar van hun middelbare school een examenbundel om alvast examens te oefenen. Bij sommige vakken, met name bij de taalvakken krijgen de leerlingen deze ook op school uitgereikt. Ook kunnen examens van het internet gedownload worden om mee te oefenen.
Bij examenleerlingen kan stress voorkomen. Zo zou in 2019 één op de vijf examenleerlingen te kampen hebben met stress en soms zelfs overspannenheid. Als gevolg hiervan was er een toename van het gebruik van natuurlijke concentratiepillen.

### Hoger onderwijs
In het hoger onderwijs omvat een eindexamen dikwijls een eindwerk. In de nieuwe bachelor-masterstructuur is de "meesterproef" zelfs een verplicht onderdeel van alle masteropleidingen. Voor hbo-instellingen lopen studenten een afstudeerstage en hebben een afstudeerscriptie afgeleverd.

### Vlag met schooltas

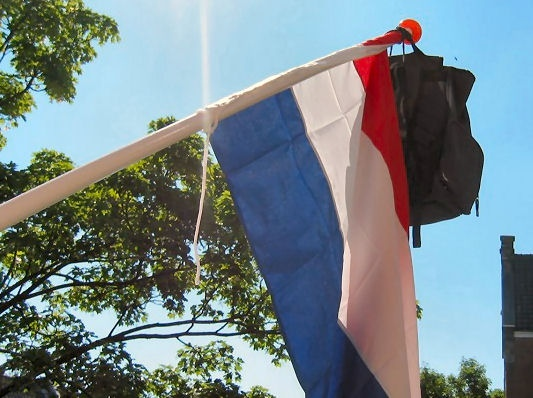
Een tas opgehangen aan een vlaggenmast met Nederlandse vlag ten teken dat een bewoner van het huis geslaagd is (2007)

In Nederland is het traditie dat als iemand is geslaagd voor het eindexamen, er bij diens huis een vlag uitgehangen wordt waaraan een schooltas wordt opgehangen. Dit kan een Nederlandse vlag zijn, maar ook een vlag met daarop het woord GESLAAGD, de naam van de school en bij mensen met een buitenlandse nationaliteit zelfs de vlag van het land van herkomst.